# Nidal Al Achkar
Nidal Al Achkar (1934) é uma atriz libanesa e diretora do teatro, tendo recebido o título de "a dama maior do teatro libanês".

## Biografia
Nidal Al Achkar era filha de uma figura política do Partido Nacionalista Socialista da Síria, Assad al-Achkar. Ela estudou na Academia Real de Arte Dramática em Londres.
Em 1967, ela encenou sua primeira peça em Beirute e, no final dos anos 1960, criou uma oficina de teatro em Beirute. 
Após a guerra civil no Líbano, Nidal Al Achkar fundou o Teatro Al-Medina em 1994, reconstruindo o prédio que abrigava o antigo Sarull Cinema.
Nidal Al Achkar recebeu o prêmio denominado "Lifetime Achievement Award" (Prêmio por Conquistas de uma Vida Inteira)  em 2012  durante o Murex d'or, uma série de prêmios artísticos libanesa. O Ministro da Cultura do Líbano, Gabi Laiyun, nessa premiação, declarou que Nidal é "uma expressão genuína da educação e cultura do Líbano".
Em entrevista em 2019, Nidal Al Achkar expressou a opinião de que o teatro no mundo árabe é impossível sem "revoluções reais e transformadoras" que garantirão liberdade de expressão e abertura.

## Filmografia
- 1998 - Place Vendome - Saliah[5]